# جامعة زابوروجيا الطبية الحكومية
جامعة زابوروجيا الطبية الحكومية مؤسسة تعليم عالي أوكرانية، (بالأوكرانية: Запорізький державний медичний університет) هي جامعة تقع في زابوروجييه أوبلاست، أوكرانيا. تأسست هذه الجامعة في سنة 1903